# Chu Chỉ Nhược
Chu Chỉ Nhược (chữ Hán:周芷若) là một nhân vật giả tưởng trong truyện Ỷ thiên đồ long ký của Kim Dung.

## Cốt truyện

### Xuất thân
Chu Chỉ Nhược là con gái của người lái đò trên sông Hán Thủy (bản cũ là con gái của Chu Tử Vượng, nhân vật lịch sử quê Viên Châu từng đứng lên khởi nghĩa chống quân Nguyên Mông ). Mẹ là người phụ nữ họ Tiết, gần 100 năm trước họ Tiết là thế gia có địa vị, đến khi thành Tương Dương thất thủ (năm 1273) thì họ Tiết phải chạy loạn và lưu lạc xuống phía nam.
Trong phim Ỷ Thiên Đồ Long Ký (phim truyền hình 2019), Chu Chỉ Nhược có giải thích với Trương Vô Kỵ tên của cô do mẹ cô lúc còn sống thích hai loài hoa bạch chỉ và đỗ nhược nên ghép thành tên cô.
Trong một lần chở Thường Ngộ Xuân qua sông trước sự truy sát của quan quân triều đình, cha cô đã bị giết chết. Cô được Thường Ngộ Xuân đưa đi trốn chạy khi bị quân Nguyên truy đuổi cùng với người anh ruột bị tên bắn chết. Lúc này Trương Tam Phong và Trương Vô Kỵ đang đi tìm thầy chữa chứng âm hàn do trúng Huyền minh thần chưởng của Hạc Bút Ông cũng vừa đến nơi bèn ra tay giúp đỡ đánh đuổi quan quân triều đình. Chu Chỉ Nhược mặc dù chỉ là cô bé khoảng 10 tuổi nhưng đã tỏ ra dịu dàng ân cần chăm sóc cho Trương Vô Kỵ.
Sau đó, Thường Ngộ Xuân đưa Trương Vô Kỵ đến Hồ Điệp Cốc để nhờ sư bá là Điệp cốc tiên y Hồ Thanh Ngưu chữa trị, đổi lại Trương Tam Phong mang Chu Chỉ Nhược về núi Võ Đang. Lúc chia tay bên bờ sông Hán Thủy, Chu Chỉ Nhược đã lấy khăn tay lau nước mắt cho Trương Vô Kỵ và tặng luôn chiếc khăn thêu này cho cậu.
Chu Chỉ Nhược theo Trương Tam Phong về núi Võ Đang nhưng phái Võ Đang không thu nhận nữ giới nên đành đưa lên núi Nga Mi và được Diệt Tuyệt Sư Thái đồng ý thu nhận làm đệ tử và truyền dạy võ công. Chu Chỉ Nhược hiền lành dễ bảo nên được Diệt Tuyệt Sư Thái yêu mến.

### Gặp lại Trương Vô Kỵ
Diệt Tuyệt Sư Thái có một nữ đồ đệ khác tên là Kỷ Hiểu Phù đã có đính ước hôn nhân với đệ tử thứ sáu của Trương Tam Phong là Ân Lê Đình nhưng sau đó thất thân và có con với Dương Tiêu của Minh Giáo. Diệt Tuyệt Sư Thái đã giết chết Kỷ Hiểu Phù nên Dương Tiêu oán hận tìm cách triệt phá phái Nga Mi. Để đối phó, Diệt Tuyệt Sư Thái đã liên thủ với 5 môn phái lớn trong võ lâm để cùng vây đánh Quang Minh Đỉnh. Trên đường đi Đinh Mẫn Quân có đánh nhau với Ân Ly. Diệt Tuyệt Sư Thái bắt Ân Ly và bắt luôn cả Trương Vô Kỵ đi theo. Vô Kỵ và Chỉ Nhược đã nhận ra nhau nhưng không dám để người ngoài biết. Thấy Chu Chỉ Nhược xinh đẹp, là băng thanh ngọc khiết nên Trương Vô Kỵ đem lòng yêu thích nàng. Khi lục đại môn phái vây đánh và sắp tiêu diệt được Minh Giáo thì Trương Vô Kỵ lúc này đã luyện thành tuyệt kỹ Cửu Dương Thần Công và Càn Khôn Đại Na Di xuất hiện rồi lần lượt đánh bại các cao thủ võ lâm của lục đại môn phái. Trong lúc giao đấu với Trương Vô Kỵ, Diệt Tuyệt Sư Thái nhanh chóng bị khống chế. Trương Vô Kỵ liên tiếp cướp kiếm của tất cả đệ tử Nga Mi ném về phía Diệt Tuyệt Sư Thái nhưng Vô Kỵ lại không cướp kiếm của Chu Chỉ Nhược. Diệt Tuyệt Sư Thái biết Trương Vô Kỵ có tình ý với Chu Chỉ Nhược nên đã ép Chu Chỉ Nhược dùng Ỷ Thiên Kiếm để đâm vào ngực Trương Vô Kỵ khiến chàng bị thương.

### Bị ép nhận di mệnh của chưởng môn
Sau khi quần hùng rời Nga Mi, Triệu Mẫn lập mưu bắt giam tất cả vào Quang Đỉnh với mục đích học tập tất cả các loại võ công. Chu Chỉ Nhược cũng bị giam cùng với Diệt Tuyệt Sư Thái. Trương Vô Kỵ đến cứu quần hùng nhưng Diệt Tuyệt Sư Thái cố chấp vẫn xem Trương Vô Kỵ là người của ma giáo nên cự tuyệt sự cứu giúp. Trước khi chết, Diệt Tuyệt Sư Thái truyền chức chưởng môn cho Chu Chỉ Nhược, nói rõ bí mật trong Đồ long đao và Ỷ Thiên kiếm cho Chu Chỉ Nhược, bắt cô thề độc sẽ không bao giờ lấy Trương Vô Kỵ làm chồng và phải lấy được hai bảo vật này để luyện thành võ công thượng thừa nhằm tiêu diệt Minh giáo.

### Bị ép ra Linh Xà Đảo
Trên đường từ Vạn An tự về lại Nga Mi, Chu Chỉ Nhược bị Kim Hoa Bà Bà bắt ép đi Linh xà đảo. Chuyến đi này còn có cả Tiểu Chiêu (Tiểu Siêu), Trương Vô Kỵ và Triệu Mẫn. Trên Linh xà đảo, Kim Hoa Bà Bà bị Minh giáo Ba Tư truy sát. Tiểu Chiêu đành chấp nhận làm thánh nữ Minh giáo Ba Tư để cứu tính mạng mọi người. Vì di mệnh của sư phụ, Chu Chỉ Nhược đã lập mưu chiếm được Đồ long đao cùng Ỷ thiên kiếm, ra tay hạ sát Ân Ly, bỏ trôi Triệu Mẫn để đổ tội cho Quận chúa Mông Cổ này. Trương Vô Kỵ nghi oan Triệu Mẫn và đính ước hôn nhân với Chu Chỉ Nhược. Chu Chỉ Nhược lấy được bí kíp võ công trong Đồ long đao và Ỷ thiên kiếm nên võ công tiến triển nhanh nhưng rơi vào tà lộ võ học.

### Bị Triệu Mẫn phá vỡ hôn sự
Dù đã phát lời thề độc với sư phụ nhưng Chu Chỉ Nhược đã bất chấp tất cả vì tình yêu sâu nặng đối với Trương Vô Kỵ. Trên Quang Minh đỉnh, khi Chu Chỉ Nhược chuẩn bị bái đường thành thân với Trương Vô Kỵ thì Triệu Mẫn xuất hiện yêu cầu Trương Vô Kỵ thực hiện lời hứa thứ hai là hủy bỏ hôn sự. Trương Vô Kỵ không đồng ý nhưng Triệu Mẫn đã dùng một nhúm tóc của Tạ Tốn để uy hiếp. Trương Vô Kỵ bỏ dở việc bái đường và chạy theo Triệu Mẫn mong cứu tính mạng nghĩa phụ. Chu Chỉ Nhược đau đớn ê chề đã dùng Cửu âm Bạch cốt trảo đả thương Triệu Mẫn rồi bỏ về Nga Mi và quyết chí trả thù Trương Vô Kỵ. Trương Vô Kỵ hết lòng chữa vết thương cho Triệu Mẫn rồi dần nhận ra rằng mình yêu Triệu Mẫn nhất.

### Giao đấu trên núi Thiếu Thất
Trong cuộc tỷ võ trên núi Thiếu Thất, Chu Chỉ Nhược dùng Cửu âm Bạch cốt trảo áp chế quần hùng để quyết đoạt được quyền định đoạt số mạng Tạ Tốn để trả thù Trương Vô Kỵ. Trương Vô Kỵ đành phải tỷ đấu với Chu Chỉ Nhược. Trong lúc giao đấu, Trương Vô Kỵ trong lúc phát chiêu đã phát hiện Chu Chỉ Nhược không còn có thể chống đỡ và rất có thể bị nguy hiểm nên chàng đành rút chiêu tự đánh vào mình. Nhân cơ hội đó Chu Chỉ Nhược đánh lén khiến Trương Vô Kỵ bị thương và chịu thua trước mặt quần hùng. Biết là Chu Chỉ Nhược không thể thắng nổi vòng Kim Cang Phục ma của ba vị cao tăng Thiếu Lâm đang canh giữ Tạ Tốn, Trương Vô Kỵ đề nghị liên thủ với Chu Chỉ Nhược. Hai người liên thủ giao đấu với ba vị cao tăng và đưa được Tạ Tốn ra ngoài. Chu Chỉ Nhược định dùng Cửu âm Bạch cốt trảo giết chết Tạ Tốn để Trương Vô Kỵ phân tâm sẽ bị tử thương bởi vòng Kim Cang Phục Ma của ba vị cao tăng. Tuy nhiên lúc Chu Chỉ Nhược chuẩn bị xuống tay thì bị cô gái áo vàng, hậu duệ của Dương Quá và Tiểu Long Nữ xuất hiện dùng Cửu âm chân kinh đánh bại.
Chu Chỉ Nhược cùng phái Nga My xuống núi thì bị quân Mông Cổ đánh bật lại lên núi Thiếu Thất. Lúc này quần hùng võ lâm cùng hợp lực chống lại cuộc bao vây núi của quân Mông Cổ.

### Hối lỗi
Trong lúc bị dày vò bởi những lỗi lầm đã lỡ gây ra trong quá khứ, Chu Chỉ Nhược lại bị Huyền Minh nhị lão truy sát để chiếm bí kíp võ công. Chu Chỉ Nhược đánh không lại họ, bị dính Huyền minh thần chưởng. Một lần nữa Trương Vô Kỵ lại ra tay cứu giúp. Triệu Mẫn đến vận công trị thương cho Chu Chỉ Nhược nhưng bị lưng của Chu Chỉ Nhược hút lại, truyền khí lạnh của Huyền Minh thần chưởng qua cơ thể Triệu Mẫn. Trương Vô Kỵ thấy Triệu Mẫn gặp nguy thì lập tức ngưng đấu với Huyền Minh nhị lão, đến vận công Cửu Dương thần công truyền vào lưng của Triệu Mẫn. Triệu Mẫn đang lạnh thì có hơi ấm truyền vào làm nàng khoẻ lên. Khí truyền tiếp vào cơ thể Chu Chỉ Nhược thì khí này hút mất nội lực Cửu Âm chân kinh trong cơ thể Chu Chỉ Nhược. Chỉ Nhược thấy vậy thì ráng đẩy tay Triệu Mẫn khỏi lưng mình ra, nhưng hai tay Triệu Mẫn vẫn đang hút lưng Chỉ Nhược khiến nội lực Chu Chỉ Nhược bị tổn hao nhiều. Triệu Mẫn nhân cơ hội lấy trộm Cửu Âm chân kinh và Vũ Mục Di Thư trong người Chu Chỉ Nhược bỏ túi mình. Huyền Minh nhị lão xông đến, Trương Vô Kỵ phải ra chống đỡ với họ. Lúc này Chu Chỉ Nhược định ra tay giết Triệu Mẫn nên đưa bàn tay năm ngón chụp đỉnh đầu của Triệu Mẫn ấn xuống. Không ngờ rằng nội lực Triệu Mẫn lúc này đang còn Cửu Dương thần công của Trương Vô Kỵ và nội lực Chu Chỉ Nhược vừa bị tổn hao nên Chu Chỉ Nhược chụp đầu Triệu Mẫn thì bị nội lực Triệu Mẫn hất văng ra, bản thân Chu Chỉ Nhược bị thương nặng hơn nữa và nàng bỏ trốn. Sau đó Trương Vô Kỵ huỷ hết võ công của Huyền Minh nhị lão, đuổi họ đi. Triệu Mẫn đưa Vũ Mục Di Thư và Cửu Âm chân kinh cho Trương Vô Kỵ.
Lúc này quân Mông Cổ đang bao vây quần hùng võ lâm trên núi Thiếu Thất. Nhờ áp dụng kế sách được ghi trong Võ Mục Di Thư, Trương Vô Kỵ cùng quần hùng võ lâm đánh bại quân Mông Cổ.
Chu Chỉ Nhược chợt gặp Ân Ly trong rừng gần núi Thiếu Thất, nghĩ nàng là ma nên sợ hãi, hò hét lớn, chạy đi kiếm Trương Vô Kỵ. Vừa gặp Vô Kỵ là Chỉ Nhược liền ôm chặt lấy, Vô Kỵ khuyên nhủ rất lâu thì Chỉ Nhược mới hết sợ.
Chu Chỉ Nhược hết hận Trương Vô Kỵ và lại yêu chàng như trước. Oái ăm là Trương Vô Kỵ lại thú nhận chính Triệu Mẫn mới là người mình yêu thương nhất. Chu Chỉ Nhược bắt Triệu Mẫn giấu đi và đến đêm tối yêu cầu Trương Vô Kỵ phải hứa với mình một điều mới chịu chỉ chỗ giấu Triệu Mẫn (hứa rằng chỉ sống với Triệu Mẫn như vợ chồng mà không được bái đường thành thân, nhằm trả thù việc Triệu Mẫn ngày trước khiến Vô Kỵ bỏ lễ bái đường với mình mà chạy theo Triệu Mẫn). Ba người cũng lập mưu để Ân Ly xuất hiện: Chu Chỉ Nhược làm bộ điểm huyệt Trương Vô Kỵ và rút kiếm đòi giết Vô Kỵ, Triệu Mẫn và tự sát. Ân Ly phải ra mặt ngăn lại. Vô Kỵ liền nhảy ra ôm Ân Ly mừng rỡ.
Biết Ân Ly không chết, Chu Chỉ Nhược cũng trút bớt gánh nặng dằn vặt nội tâm, giải huyệt cho Triệu Mẫn. Đoạn cuối của mối tình tay ba Chu Chỉ Nhược-Trương Vô Kỵ-Triệu Mẫn được nhà văn Kim Dung sửa đổi nhiều lần. Các bộ phim chuyển thể từ tác phẩm này cũng có những kết cục khác nhau.
Theo lần sửa đuổi cuối kết cục như sau: Triệu Mẫn, Chu Chỉ Nhược cùng Trương Vô Kỵ quay lại chùa Thiếu Lâm, nghe nói Minh giáo có hệ trọng nên Triệu Mẫn, Chu Chỉ Nhược ra ngoài chơi, Vô Kỵ ở lại căn phòng kín họp bàn với các giáo chúng Minh giáo. Đến sáng hôm sau Triệu Mẫn báo với Vô Kỵ là Chỉ Nhược rời đi đến núi Nga My rồi. Vô Kỵ cùng Triệu Mẫn sau đó đến núi Võ Đang thăm Trương Tam Phong, rồi đến Ứng Thiên gặp Chu Nguyên Chương. Tại đây họ gặp đoàn sứ giả Ba Tư do Thánh nữ Minh giáo Ba Tư (Tiểu Chiêu) phái đến giao 6 thánh hoả lệnh còn lại cho Vô Kỵ, cùng bức phong thư của Tiểu Chiêu và hai bộ y phục, giày Tiểu Chiêu tự làm cho Vô Kỵ. Vô Kỵ gửi lại sứ Ba Tư tấm da dê có viết tâm pháp Càn Khôn Đại Na Di, truyền thụ một ít võ công của Càn Khôn Đại Na Di và võ công trên Thánh hoả lệnh cho ba vị sứ giả Ba Tư. Triệu Mẫn gửi lại cây trâm từng cài tóc Tiểu Chiêu cho sứ Ba Tư đem về cho Tiểu Chiêu. Sứ Ba Tư trở về thì Vô Kỵ giao chức giáo chủ Minh giáo cho Dương Tiêu, để Chu Nguyên Chương tự xưng Vương đánh đuổi quân Mông Cổ. Rồi Vô Kỵ lên đường đưa Triệu Mẫn về Mông Cổ và định sống cùng nàng tại đó. Vào ngày trước khi lên đường, Chu Chỉ Nhược đột nhiên xuất hiện đòi Vô Kỵ thực hiện một lời hứa với nàng là Vô Kỵ có quyền sống như vợ chồng với Triệu Mẫn nhưng không được bái đường thành thân với Triệu Mẫn, cốt là để cho công bằng với việc Chu Chỉ Nhược cũng không được bái đường với Trương Vô Kỵ dù Trương Vô Kỵ hay dùng danh xưng vợ chồng với Chu Chỉ Nhược hồi trước. Trương Vô Kỵ đồng ý, rồi Chỉ Nhược lại rời đi.
Chỉ Nhược đi rồi, Vô Kỵ trong lòng ngơ ngẩn một hồi, nghĩ rằng sau này chỉ cần mỗi ngày cùng Triệu Mẫn như hình với bóng, làm vợ chồng, sinh con, không bái đường thành thân thì cũng chẳng sao. Rồi lại nghĩ "Vì sao qua tám năm mười năm, trong lòng ta cũng chỉ nghĩ đến Chỉ Nhược, cũng không quên được Chỉ Nhược? Nàng kỳ thật không cùng Tống Thanh Thư thành thân, lại từng có ước hẹn hôn nhân với ta. Nàng làm không ít chuyện có lỗi với ta, lúc này nghĩ lại, cũng không quá xấu xa với ta. Có một số việc nàng làm là do sư phụ bức bách, không làm không được. Nàng mặc dù trộm Đồ Long đao cùng Ỷ Thiên kiếm, nhưng bây giờ Đồ Long đao đã trở về tay ta, biểu muội Ân Ly cũng không chết... Yêu ta sâu đậm, rất muốn lấy ta, ngoài Chỉ Nhược, còn có Mẫn muội, còn có Thù Nhi, còn có Tiểu Chiêu... Người đó (Chỉ Nhược) không sai lầm đâu? Chính mình không phải đã từng có lỗi với người ta sao? Tiểu Chiêu đối ta thật tốt, nàng đã lấy được Càn Khôn Đại Na Di tâm pháp về, thánh xử nữ giáo chủ không làm cũng không sao. Thù Nhi không luyện Thiên Thù Vạn Độc Thủ, nói không chừng có một ngày lại tìm đến Trương Vô Kỵ ta đây, ta đồng ý lấy nàng làm vợ...". Bốn cô nương này, mỗi người đều yêu chàng khắc cốt minh tâm, chàng chỉ nhớ chỗ tốt của người ta, còn toàn bộ khuyết điểm của người ta chàng đều quên hết, vì thế, mỗi người cũng đều rất tốt, rất tốt...
Như vậy, đoạn kết của truyện có nội dung mở: Vô Kỵ cuối cùng vẫn nặng lòng nhớ nhung với cả bốn cô gái, vẫn muốn kết hôn với họ. Anh cùng Triệu Mẫn tới Mông Cổ chung sống, nhưng không rõ 3 người kia (Chu Chỉ Nhược, Ân Hương Ly, Tiểu Chiêu) sau này có theo chàng tới Mông Cổ hay không.
Bi kịch đáng thương của Chu Chỉ Nhược là ở chỗ, cô là một người con gái vô cùng xinh đẹp, thông minh và có một tấm lòng trong sáng nhân hậu. Yêu Trương Vô Kỵ tha thiết nhưng vì bị sư phụ là Diệt Tuyệt sư thái bắt thề độc cấm giao du với Trương Vô Kỵ nên cô luôn phải đấu tranh nội tâm rất gay gắt giữa một bên là hiếu kính và một bên là tình. Sau này cô lấy được Cửu âm chân kinh nhưng lại luyện không đúng cách nên đi vào ma đạo. Rất may cuối cùng cô được Vô Kỵ dùng Cửu dương chân kinh hóa giải.

### Nỗi lòng Chu Chỉ Nhược
Mối tình với Trương Vô Kỵ và dự cảm buồn về tình yêu
Hôm đó ở Đại Đô, muội thấy huynh đến quán rượu gặp cô ta đã biết ngay trong tim huynh ai là người sâu nặng hơn cả. Có điều muội vẫn si tâm vọng tưởng, nếu như cùng huynh... nếu như cùng huynh bái đường thành thân rồi, sẽ... sẽ khiến huynh hồi tâm chuyển ý. Ai ngờ... ai ngờ... lại cũng chẳng đến đâu
Trăn trở về những dâu bể cuộc đời
Vô Kỵ ca ca, ngày nào hai đứa mình lần đầu gặp nhau bên sông Hán Thủy, muội được Trương Chân Nhân cứu thoát. Nếu biết sau này phải chịu biết bao nhiêu khổ sở thì giá như chết ngay lúc đó có phải thoải mái hơn không?
Trương Chân Nhân đưa muội lên núi Nga Mi là để muội được sung sướng. Thế nhưng nếu như Lão nhân gia giữ muội lại núi Võ Đang, cho muội gia nhập môn hạ phái Võ Đang thì mọi sự hôm nay đã khác hẳn. Ôi, Ân Sư đối với muội có gì không tốt đâu. Chỉ có điều sư phụ bắt muội phải lập độc thệ, ép muội phải hận thù Minh Giáo, ép muội phải hại huynh nhưng trong lòng muội... quả thực...

## Võ công
- Cửu Âm Chân Kinh (九陰真經):
  - Cửu Âm Nội Công (九陰內功)
  - Cửu Âm Bạch Cốt Trảo (九陰白骨爪) sử dụng để công kích tay không trong phạm vi gần. Thường dùng trảo công tấn công vào đầu khiến đối phương tử vong tức khắc.
  - Bạch Mãng Tiên Pháp (白蟒鞭法) là chiêu thức võ công sử dụng vũ roi để tấn công từ xa.
  - Thôi Tâm Chưởng (摧心掌) đánh vào ngực làm chảy máu nội tạng của đối phương
- Nga Mi Cửu Dương Kinh (峨嵋九陽功)
- Nga Mi Kiếm Pháp (峨嵋劍法)
- Kim Đỉnh Miên Chưởng (金頂綿掌)

## Trong điện ảnh
Hình tượng Chu Chỉ Nhược được nhiều diễn viên vào vai trong các phiên bản phim về Ỷ thiên đồ long ký như:
Truyền hình:
- Triệu Nhã Chi: Phiên bản 1978.
- Đặng Tụy Văn: Phiên bản 1986.
- Châu Hải My: Phiên bản 1994.
- Xa Thi Mạn: Phiên bản 2000.
- Cao Viên Viên: Phiên bản 2003.
- Lưu Cạnh: Phiên bản 2009.
- Chúc Tự Đan: Phiên bản 2019

Điện ảnh:
- Connie Chan: phiên bản 1963
- Dư An An: phiên bản 1978
- Lê Tư: phiên bản 1993